# AlbaStar

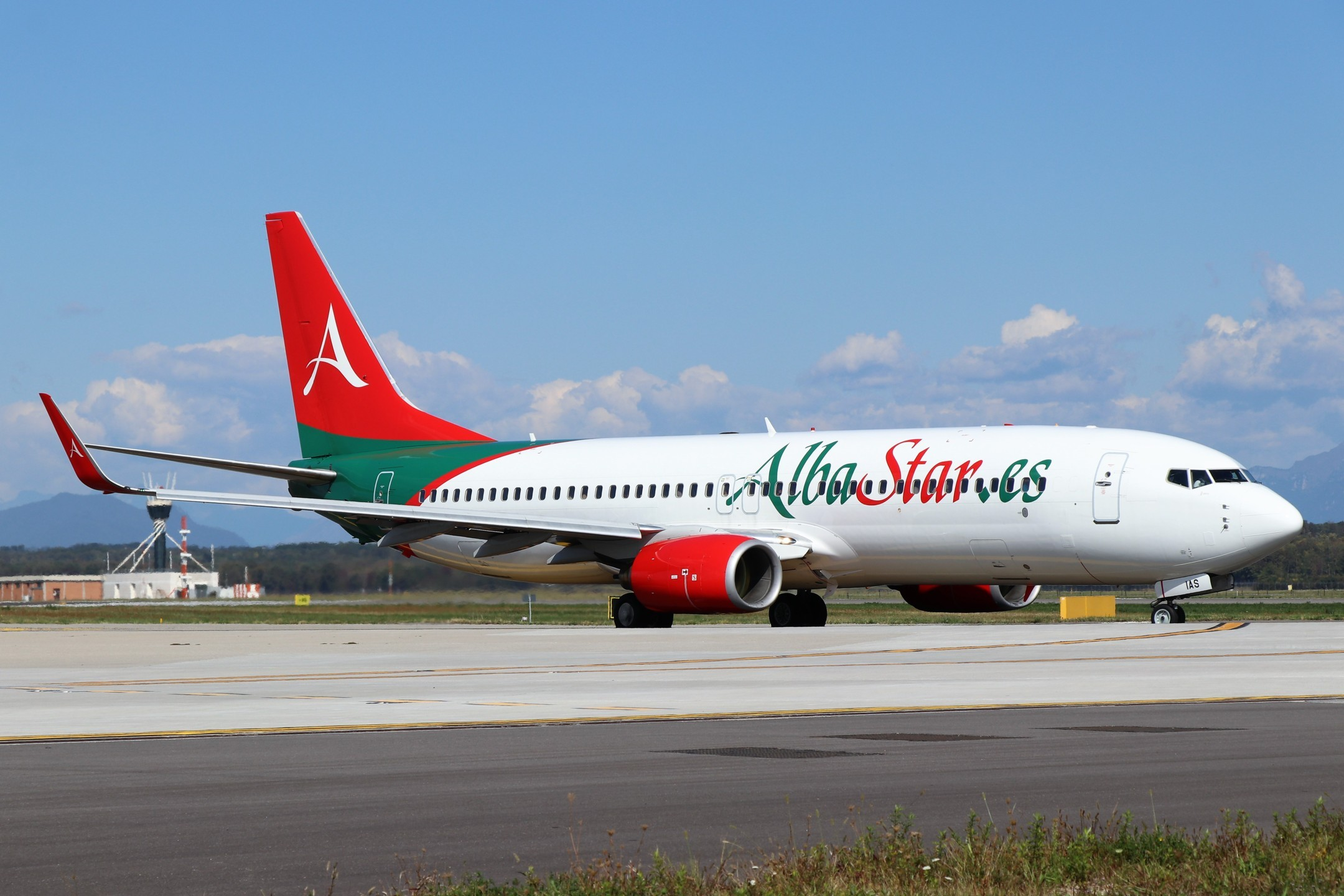
Un Boeing 737-800 d'AlbaStar

AlbaStar SA, plus connue sous le nom AlbaStar, est une compagnie aérienne espagnole opérant des vols charter et réguliers  Elle est basée à l' aéroport de Palma de Majorque et appartient à des actionnaires italiens et Femar.

## Histoire
La compagnie est fondée en novembre 2009 par une coopération entre des entrepreneurs italiens et britanniques du secteur du tourisme et des transports.
Le 30 juillet 2010, elle reçoit le certificat de transporteur aérien (E-AOC-106) et la licence d'exploitation de transport de passagers et de fret. Les vols débutent le 31 juillet 2010.
En 2014, la compagnie ouvre une base en Italie à l'aéroport de Milan-Malpensa.
AlbaStar inaugure des services aérien reliant la ville de Tarbes à plus de 45 aéroports européens, collaborant avec des tours opérateurs spécialisés dans les voyages religieux et pèlerinage.
En 2019, la certification IOSA (International Operational Safety Audit) est obtenu par la compagnie et devient membre de l'AITA (Association internationale du transport aérien).

## Flotte
En octobre 2020, la flotte AlbaStar se compose des avions suivants, :
| Avion           | En service | Commandes | Passagers | Remarques |
| --------------- | ---------- | --------- | --------- | --------- |
| Boeing 737-400F | 1          | -         | 188       |           |
| Boeing 737-800  | 4          | -         | 189       |           |
| Total           | 5          | -         |           |           |

## Références

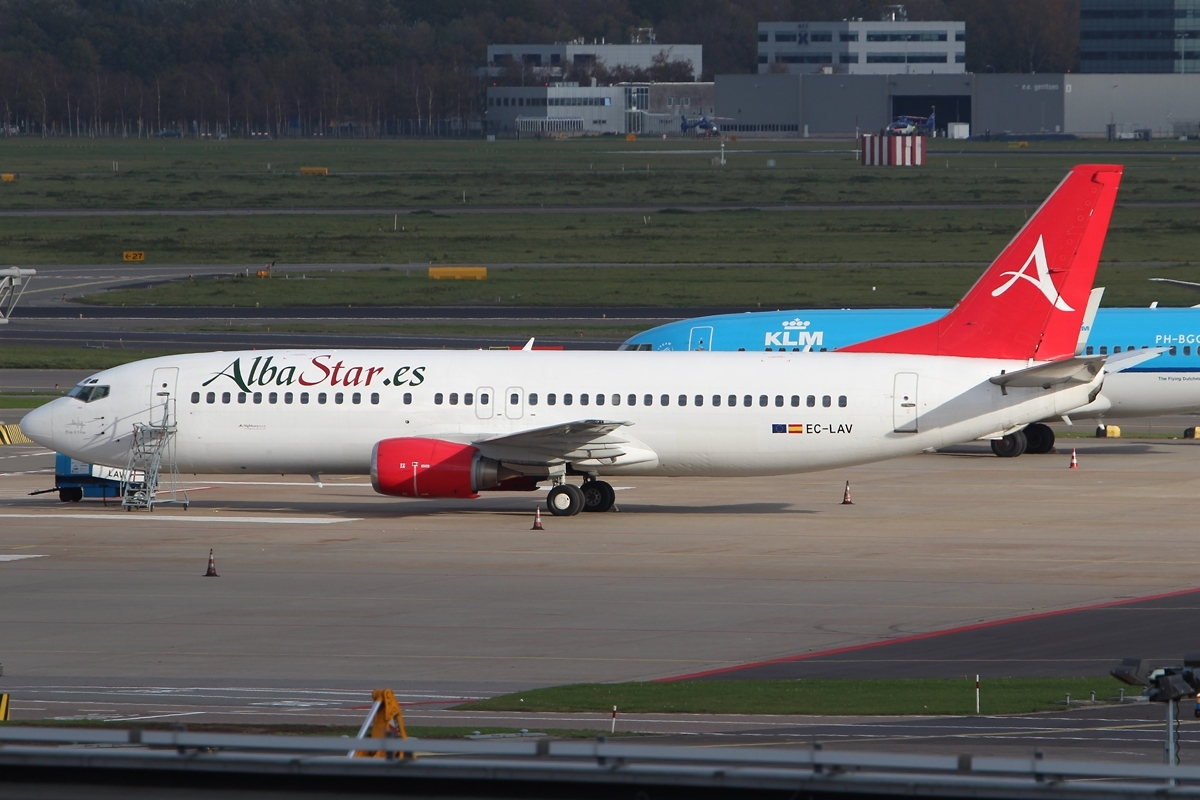
Boeing 737-408 d'AlbaStar (EC-LAV) à l'aéroport d'Amsterdam